# サン＝サテュルナン (ピュイ＝ド＝ドーム県)
サン＝サテュルナン （Saint-Saturnin）は、フランス、オーヴェルニュ＝ローヌ＝アルプ地域圏、ピュイ＝ド＝ドーム県のコミューン。クレルモン＝フェラン都市圏に含まれる。かつてフランスの最も美しい村に登録されていた。

## 地理
クレルモン＝フェランの南約15kmのところにある。村はモンヌ川の谷の中にあり、川はさらに下るとヴェイル川に合流する。
2015年3月まではサンタマン・タランド小郡に属したが、再編により現在はオルシーヌ小郡に属する。

## 歴史
サン＝サテュルナンは、ラ・トゥール・ドーヴェルニュ家の男爵たち（のちにオーヴェルニュ伯となる）の住まいがあった。この家系の出身者にはカトリーヌ・ド・メディシスがいる（カトリーヌの生母マドレーヌがオーヴェルニュ伯家出身であった）。カトリーヌはアンリ2世と結婚してフランス王妃となった。

## 人口統計
| 1962年 | 1968年 | 1975年 | 1982年 | 1990年 | 1999年 | 2006年 | 2012年 |
| ------ | ------ | ------ | ------ | ------ | ------ | ------ | ------ |
| 526    | 606    | 719    | 764    | 788    | 964    | 1120   | 1024   |

source=1999年までLdh/EHESS/Cassini、2004年以降INSEE

## 史跡
13世紀に建てられたサン＝サテュルナン城は、中世の重要な要塞である。14世紀と15世紀に再建が行われている。現在、城はフランス式庭園で飾られている。壁や堀が1889年より、庭園が1992年より歴史文化財になった。
教会と城の中間にある16世紀の泉は、1889年に歴史文化財になった。
ブシュリー門は中世の城壁の名残で、1988年に歴史文化財になった。ブシュリー通りにある塔を備えた15世紀の住宅は、1988年より歴史文化財である。

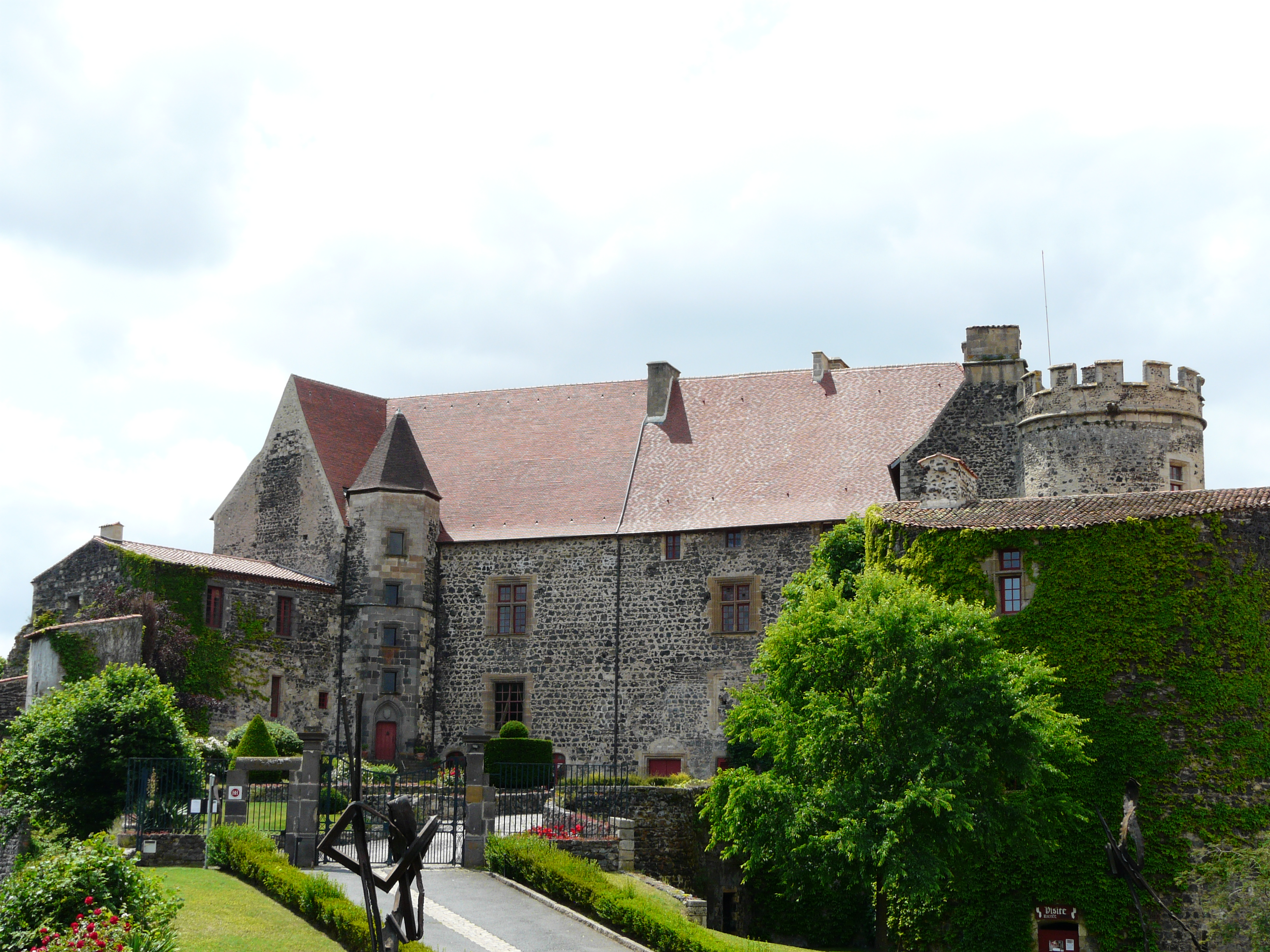
城
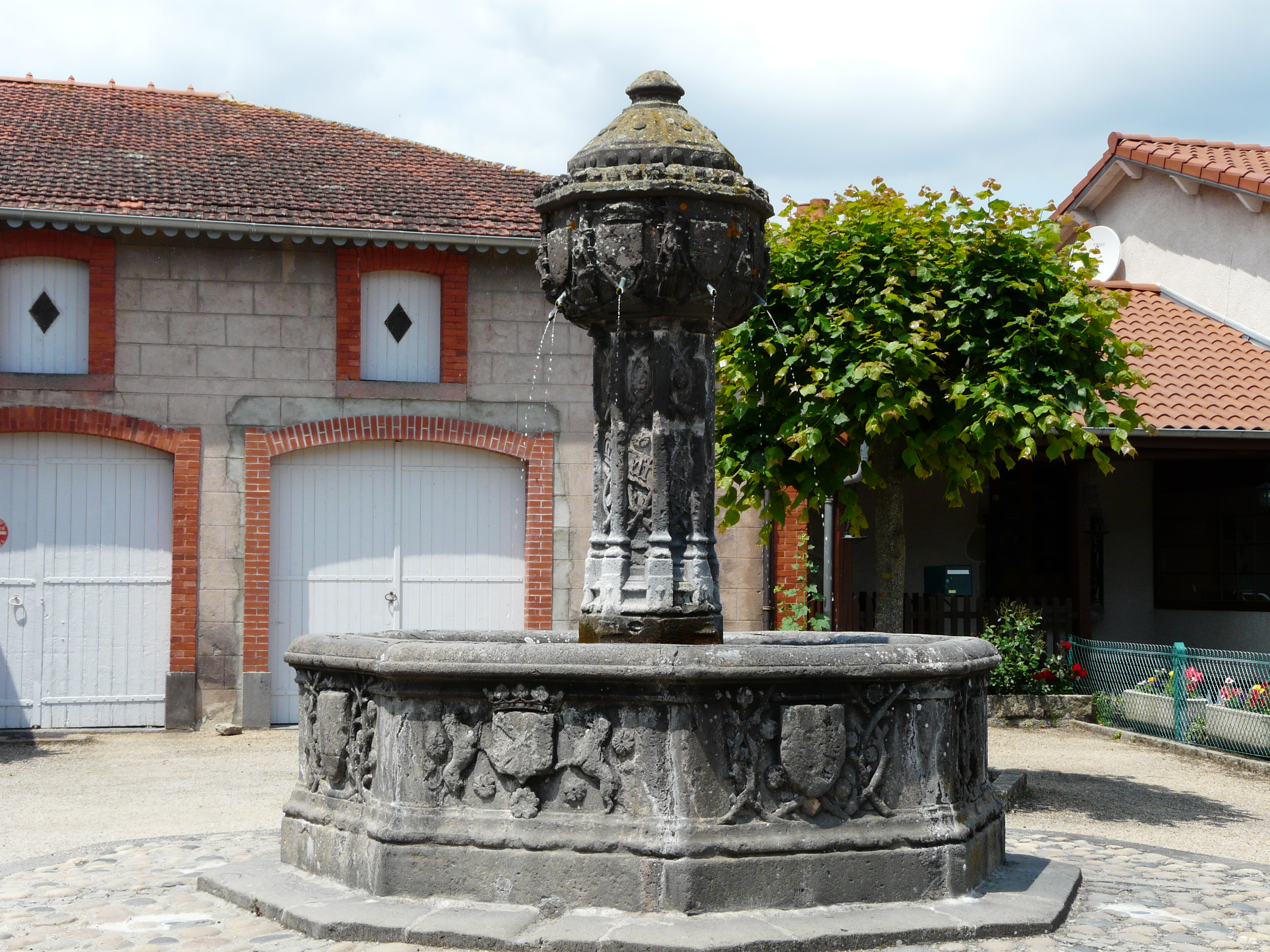
泉
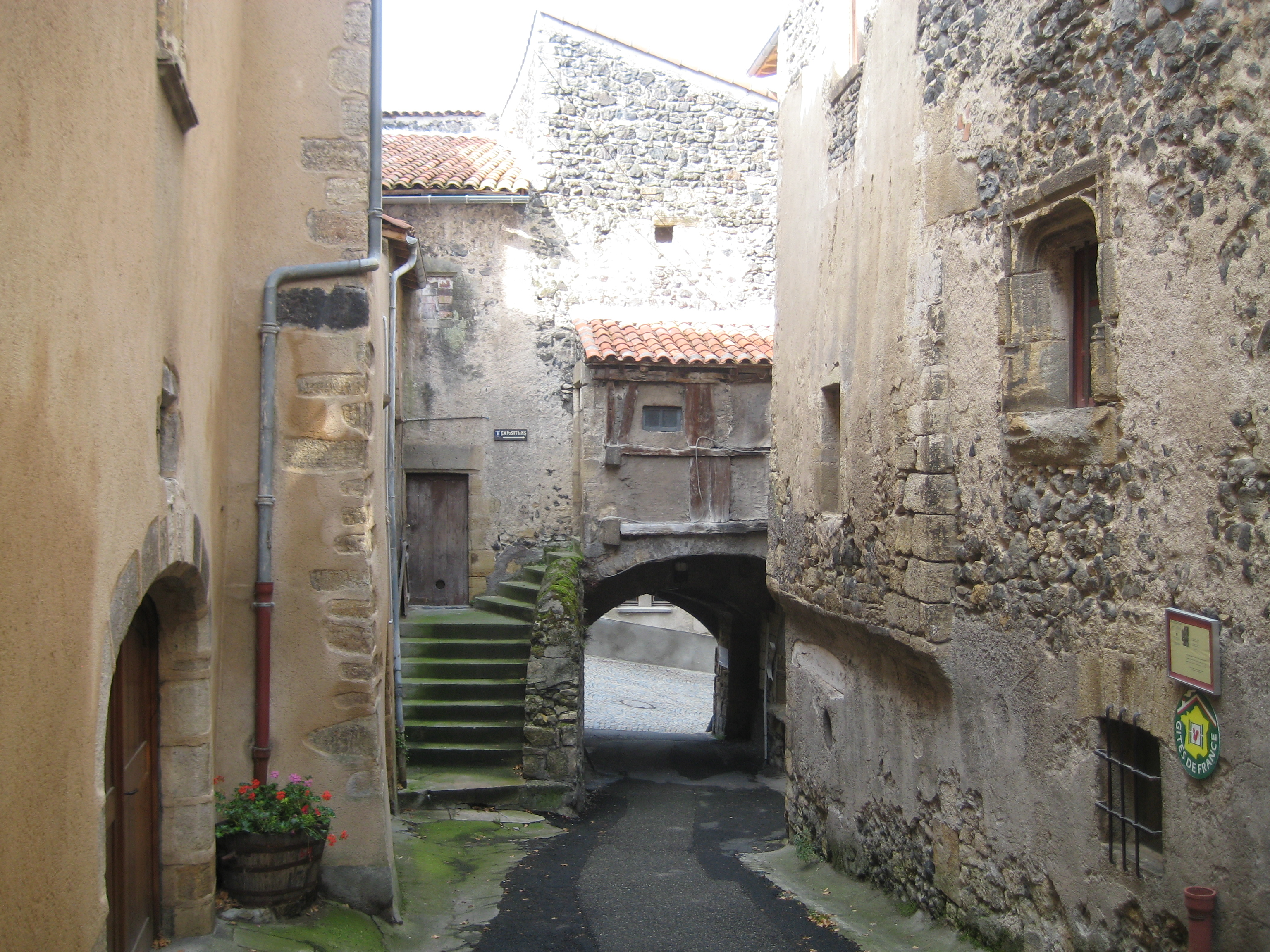
ブシュリー門
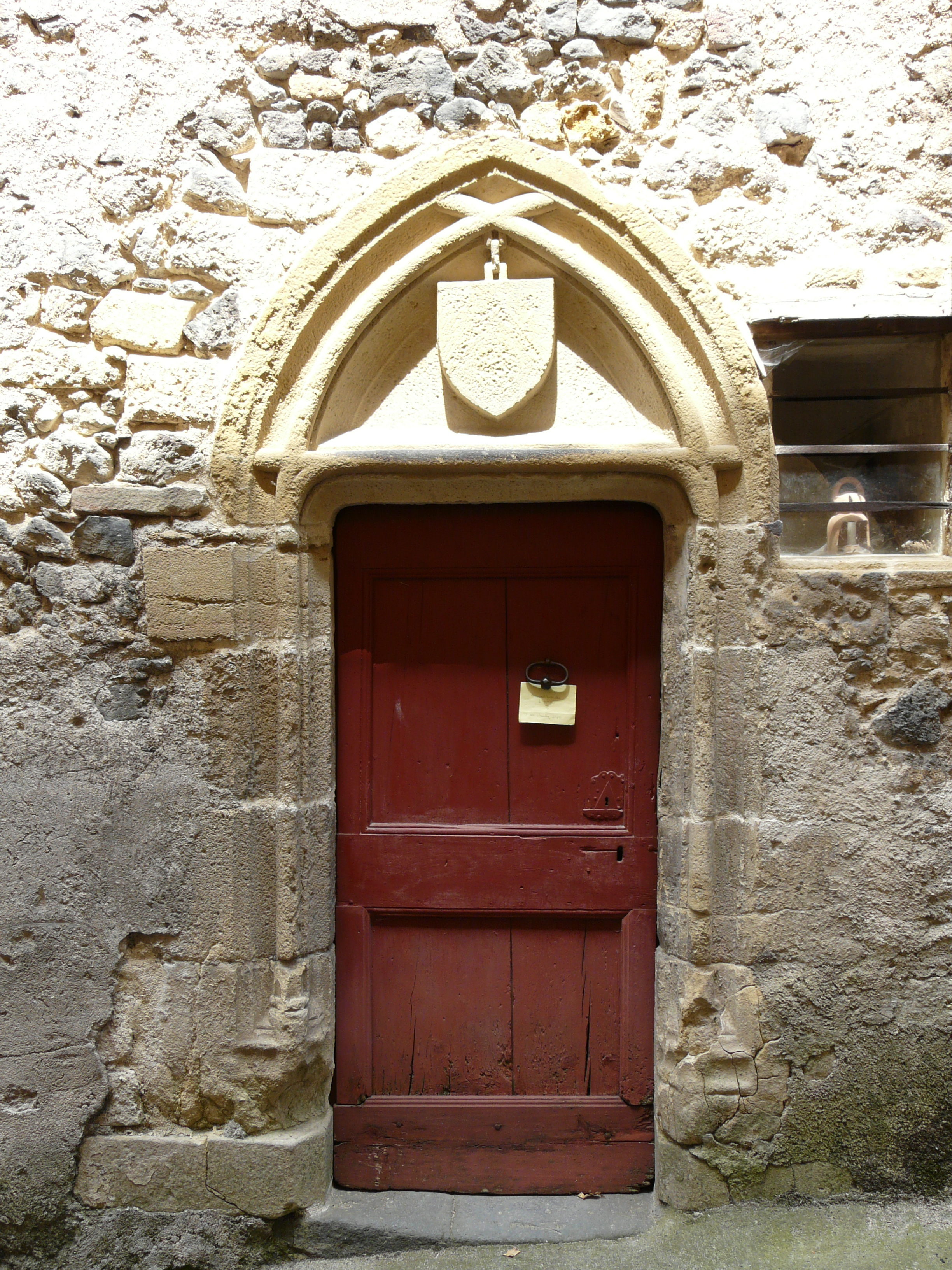
15世紀の住宅の入り口

サン＝サテュルナンのノートルダム教会は、クレルモン＝フェランのノートルダム・デュ・ポール大聖堂、オルシヴァルのバジリク・ノートルダム、イソワールのサントステルモワヌ教会、サン＝ネクテールの教会に並ぶ、オーヴェルニュの5大教会堂の1つに数えられる。
起源は12世紀にさかのぼる。教会は、モンペルーのブロンド色した花崗砂岩、多色の外観を与えるヴォルヴィックの溶岩を用いて建てられた。柱頭は溶岩に刻まれている。鐘楼はオーヴェルニュ有数の保存状態の良いもので、八角形である。1862年に歴史文化財になっている。
- サント・マグドレーヌ礼拝堂 - 教会の右隣にある。12世紀ロマネスク様式。
- シャドラ教会
- サンタンヌ礼拝堂
- 十字架の道

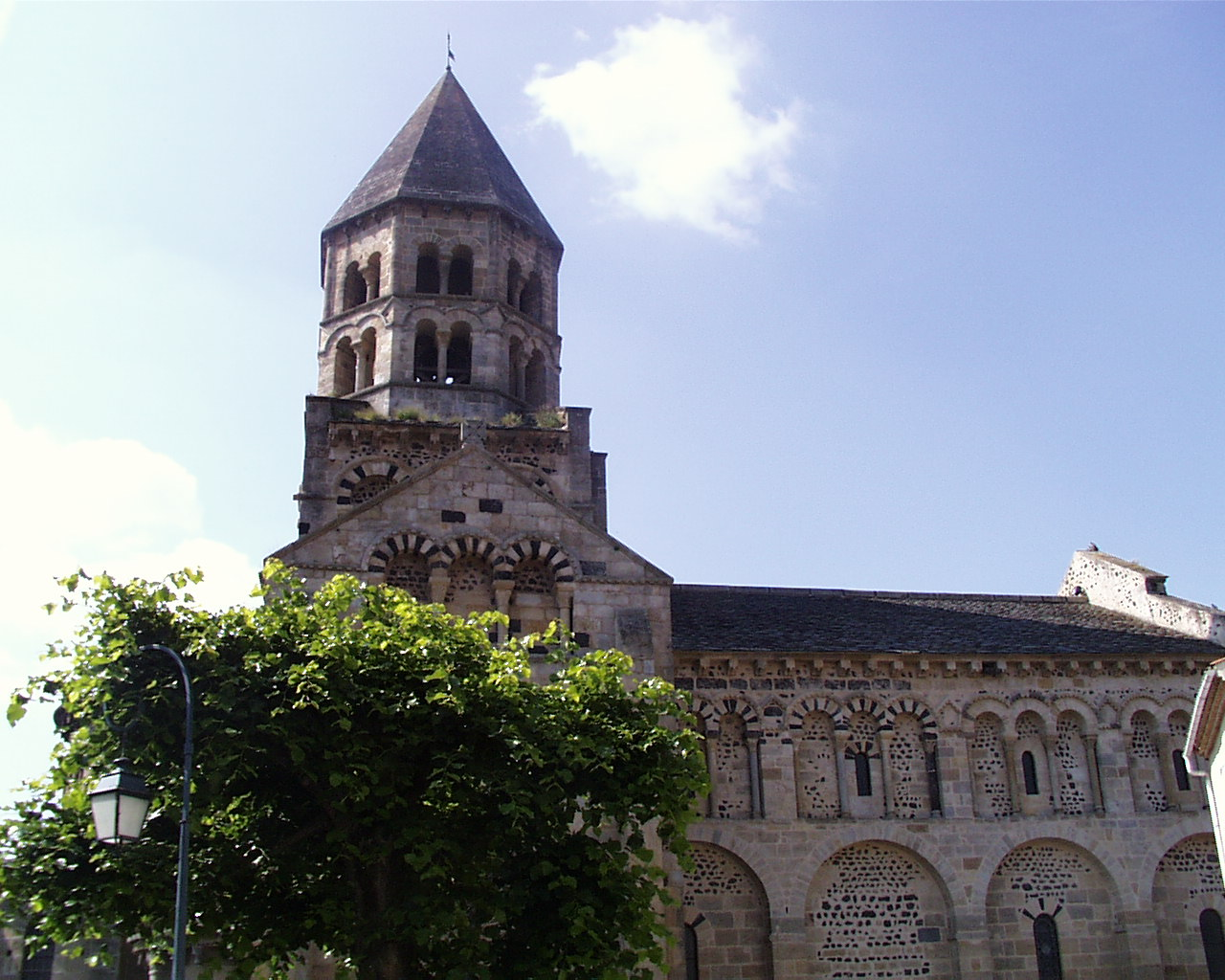
ノートルダム教会
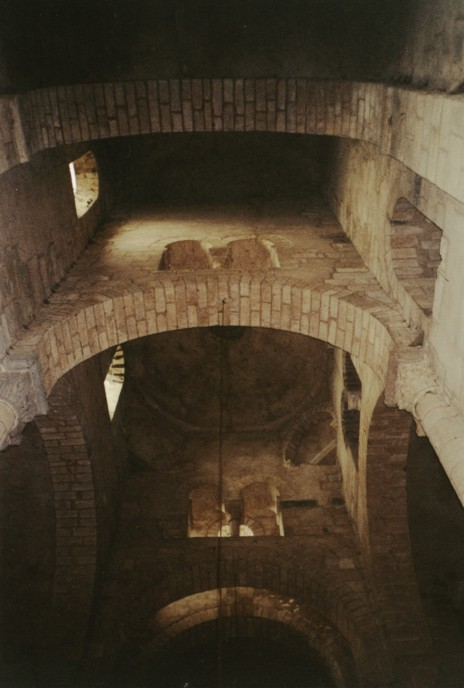
内部
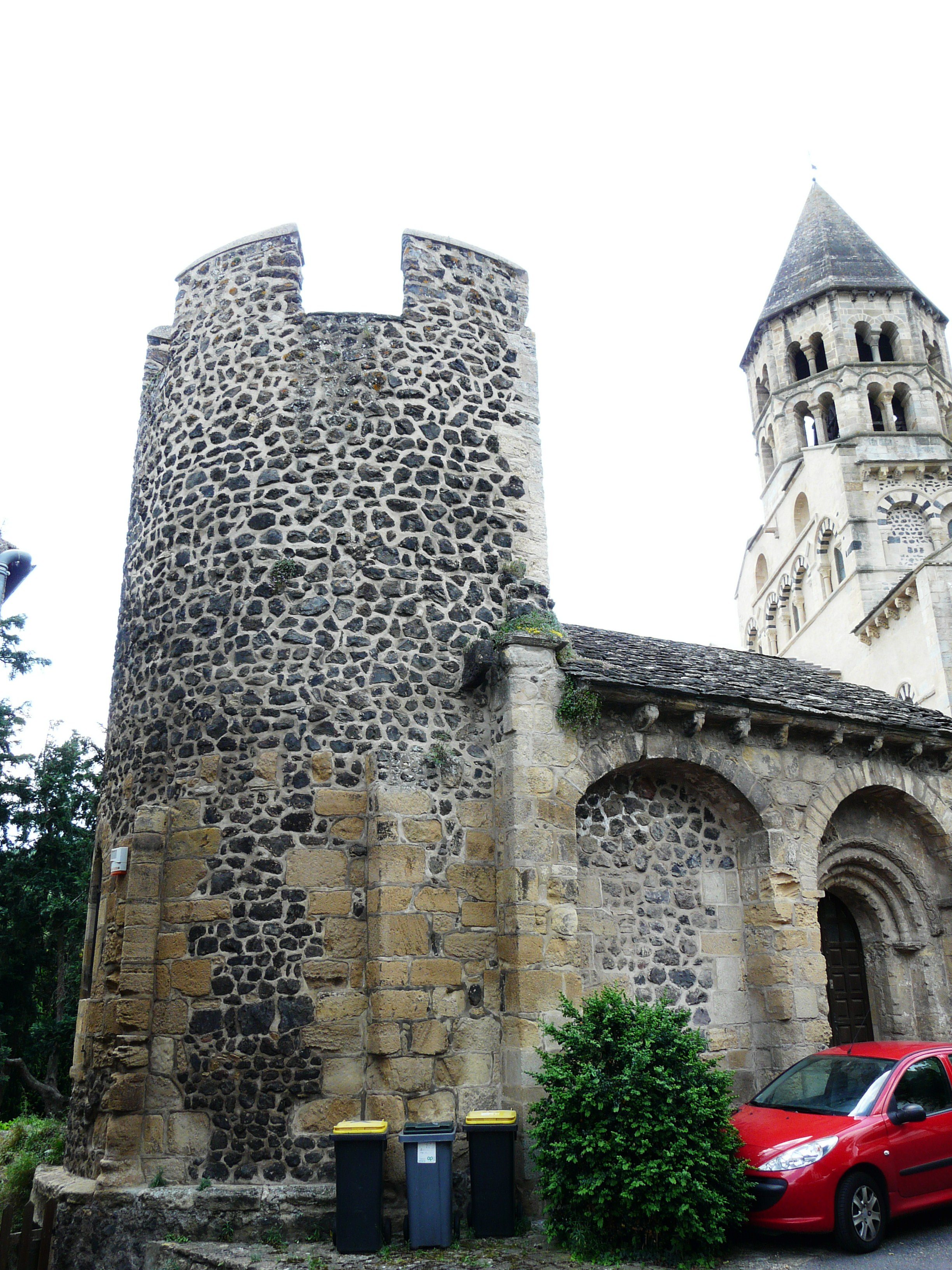
サント・マグドレーヌ礼拝堂
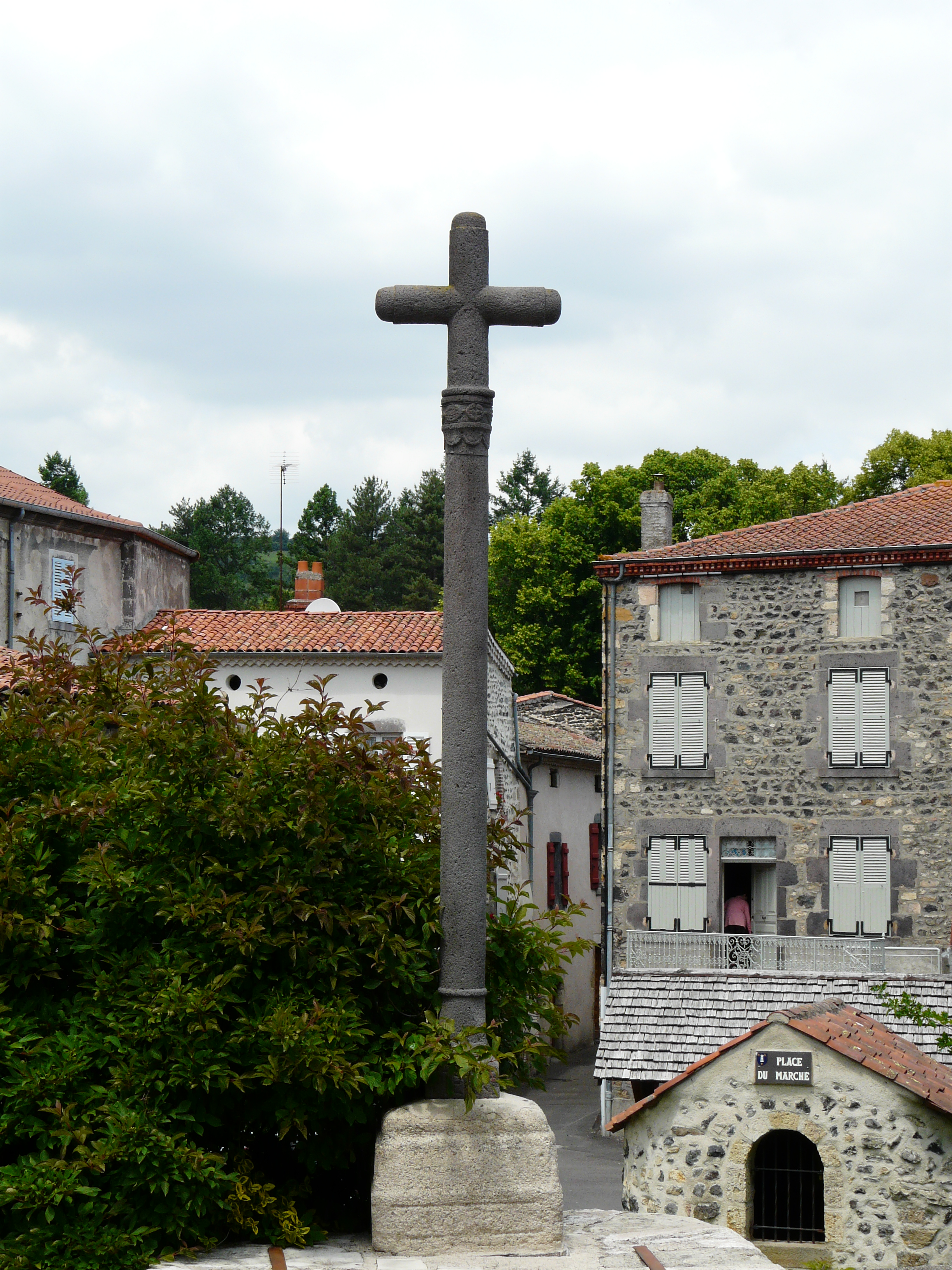
17世紀の十字架。溶岩でできている

## 姉妹都市
- イェッテンバッハ、ドイツ